# 1851 у літературі

## Твори
- Почалася періодизація роману Гаррієт Бічер-Стоу «Хатина дядька Тома».
- Роман Германа Мелвілла «Мобі Дік» видано окремою книгою.

## Народились
- 21 березня — Гаспринський Ісмаїл, кримськотатарський просвітитель, видавець і громадський діяч (помер у 1914).

## Померли
- 1 лютого — Мері Шеллі (англ. Mary Shelley), англійська письменниця (народилася в 1797).
- 19 липня — Томаш Зан (пол. Tomasz Zan), польський поет (народився в 1796).